# Rue Guynemer (Lyon)
Pour les articles homonymes, voir Rue Guynemer.
La rue Guynemer est une rue pavée du quartier d'Ainay dans 2e arrondissement de Lyon, en France.

## Situation et accès
La rue débute place Antoine-Vollon pour finir sur la rue Bourgelat. Les rues Joannès-Drevet et Paul-Borel s'y terminent. Elle passe devant le square Janmot et la voûte d'Ainay. La circulation est en sens unique en direction du sud avec un stationnement des deux côtés.

## Origine du nom
Georges Guynemer (1894-1917) est un aviateur français de la Première Guerre mondiale ; il est abattu au combat après 53 victoires homologuées et plus d'une trentaine de victoires probables en combat aérien.

## Histoire
Auparavant la rue portait le nom de sainte Claire en l'honneur de la fondatrice de l'ordre des Pauvres Dames appelées aussi Clarisses. En effet, les religieuses arrivent à Lyon en 1588, d'abord rue Buisson puis montée du Gourguillon. Enfin, en 1617, elles s'installent sur un terrain près de la saône. Avant cette date, l'abbé d'Ainay avait vendu une grange et un verger pour y créer un jeu de paume, les clarisses l'achètent pour en faire leur chapelle.
Le nom actuel a été attribué par délibération municipale du 29 octobre 1917, quelques semaines après le décès de Georges Guynemer.